# Jezabel (telenovela)
Jezabel es una telenovela brasileña producida por Formata Produções y emitida por RecordTV desde el 23 de abril de 2019 hasta el 12 de agosto de 2019, con un total de 80 episodios. Sustituyó Jesús y fue sustituida por Topíssima en el horario central de la cadena. Escrita por Cristianne Fridman y dirigida por Alexandre Avancini, la telenovela fue protagonizada por Lidi Lisboa, André Bankoff y Iano Salomão, y coprotagonizada por Adriana Birolli, Juliana Knust, Timóteo Heiderick, Rafael Sardão, Juan Alba, Camila Mayrink y Laís Pinho.

## Elenco
| Actor/Actriz            | Personaje                           |
| ----------------------- | ----------------------------------- |
| Lidi Lisboa             | Jezabel, Reina de Israel            |
| André Bankoff           | Acab, Rey de Israel                 |
| Iano Salomão            | Elías                               |
| Adriana Birolli         | Aisha, Consorte de Israel           |
| Juliana Knust           | Queila                              |
| Rafael Sardão           | Hannibal                            |
| Juan Alba               | Obadias                             |
| Sthefany Brito          | Raquel                              |
| Guilherme Dellorto      | Micaías                             |
| Flávio Galvão           | Nabot                               |
| Beth Zalcman            | Elza                                |
| Victor Sparapane        | Tadeu                               |
| Juliana Boller          | Hannah                              |
| Daniel Blanco           | Abner                               |
| Ronny Kriwat            | Eliseo                              |
| Timóteo Heiderick       | Barzilai                            |
| Brendha Haddad          | Anaid                               |
| Camila Mayrink          | Joana                               |
| Pedro Lamin             | Sidônio                             |
| Juliana Schalch         | Temima                              |
| Eduardo Lago            | Phineas                             |
| Andréa Avancini         | Yarin                               |
| Henri Pagnoncelli       | Emanuel                             |
| Narjara Turetta         | Dalila                              |
| Giulio Lopes            | Safate                              |
| Talita Castro           | Rebeca                              |
| Leonardo Franco         | Inlá                                |
| Leonardo Miggiorin      | Isaac                               |
| Fernanda Nizzato        | Adama                               |
| Igor Cosso              | Miguel                              |
| Laís Pinho              | Samira                              |
| Pedro Henrique Moutinho | Naamã                               |
| Juliana Xavier          | Dido                                |
| Hylka Maria             | Getúlia                             |
| Alinne Prado            | Batnoam                             |
| Bernardo Velasco        | Matheus                             |
| Daniel Erthal           | Thiago                              |
| Léo Cidade              | Levi                                |
| Bárbara Maia            | Leah                                |
| Fernando Sampaio        | Uriel                               |
| Fábio Scalon            | Ib                                  |
| Dudu Pelizzari          | Kaleb                               |
| Paulo Leal              | Zaniel                              |
| Alex Brasil             | Jarbas                              |
| João Pedro Novaes       | Adad                                |
| Edu Porto               | Jaali                               |
| Willian Mello           | Samuel                              |
| Paulo Gabriel           | Zedequias                           |
| Ruan Aguiar             | Ocozías, Príncipe de Israel (joven) |
| Gianlucca Mauad         | Baruch                              |

### Participaciones especiales
| Actor/Actriz        | Personaje                            |
| ------------------- | ------------------------------------ |
| Alexandre Slaviero  | Baltazar                             |
| Anna Rita Cerqueira | Milena                               |
| Bruno Ahmed         | David                                |
| Carolina Oliveira   | Atalía, Reina de Judá                |
| Norival Rizzo       | Asa, Rey de Judá                     |
| Arthur Kohl         | Omrí, Rey de Israel                  |
| Rachel Ripani       | Zara                                 |
| Marcelo Várzea      | Menahem                              |
| Guilherme Lopes     | Baruc (joven)                        |
| Jacques Lagôa       | Sábio das Dunas                      |
| Giácomo Pinotti     | Josafat, Rey de Judá                 |
| Marcus Bessa        | Joram, Rey de Judá                   |
| Luciano Quirino     | Itobaal I, Rey de Tiro               |
| Breno de Filippo    | Hadadezer, Rey de Aram-Damasco       |
| Samuel de Assis     | Hazael, Rey de Aram-Damasco          |
| Diyo Coêlho         | Joram, Rey de Israel                 |
| Fernando Val        | Jehú, Rey de Israel                  |
| Willean Reis        | Ocozías, Príncipe de Israel (adulto) |
| Denis Doná          | Baruc (adulto)                       |
| Rodrigo Moraes      | Hailama, Príncipe de Tiro            |
| Ricardo Pavão       | Pigmaleão                            |
| Mônica Carvalho     | Tanit                                |
| Luckas Moura        | Noam                                 |
| Gabriel Moura       | Saulo                                |
| Andrey Lopes        | Dov                                  |
| Armando Amaral      | Gilad                                |
| Cássio Nascimento   | Cadmo                                |
| Mário Hermeto       | Joel                                 |
| Marcéu Pierrotti    | Geazi                                |
| Fran Elmor          | Eloah                                |
| Lincoln Tornado     | Abbas                                |
| Gabriel Felipe      | Ezri                                 |
| André Bicudo        | Yakir                                |
| Munir Pedrosa       | Omar                                 |
| Gutto Ordoz         | Benyamin                             |
| Patrick D'Orlando   | Tobias                               |

## Sinopsis y resúmenes de capítulos
Jezabel es una princesa fenicia. Su padre aprueba la boda con el príncipe de Israel (Acab o en algunos textos también llamado Ajab). A la par el rey fenicio trama la muerte del rey israelita para que la nueva pareja de príncipes asuma el gobierno. Jezabel tiene un carácter avasallante y caprichoso. Acab se deja envolver por esa aire exótico que transmite la mujer. Ella tratará de imponer los dioses fenicios (Baal y Ashera) en contra del Dios único de Israel. El principal rival de Jezabel será el profeta Elías, quien anticipa que si Israel sigue siendo infiel a su Dios único pronto vendrá la ruina total. El pueblo vacilante duda entre las dos propuestas de divinidades. La sequía que llega como castigo de Dios pero transmitida por Elías es tomada como personal por Jezabel, sobre todo después de un desafío en el monte Carmelo en el que mueren a manos del profeta todos los sacerdotes de Baal. Acab a pesar de ser fácil de manipular, recibe algunas bendiciones de Dios como la victoria sobre otros reinos. Acab es un rey que se anima a la batalla por su pueblo, y muere en un episodio casi irrisorio, después de haber pedido la ayuda del reino de Judá (Josafat). Antes de morir había logrado tener tres hijos con Jezabel: Joran, Ocozías y Atalía (uno de ellos, en la novela, producto de una infidelidad con un viñador). Los dos herederos morirán y Jezabel caerá de un balcón al aparecer el nuevo rey ungido por uno de los profetas, Jehú, que viene a purgar Israel de la casa de Acab. Sin embargo Jehú también tendrá ciertos desvíos.
Resúmenes semanales de capítulos:
Semana 1 (Cap1 a 5): Una sierva fenicia (por orden de su rey) planea la muerte por envenenamiento del rey de Israel (Omrí). Como consecuencia, se unge a su hijo (Acab), que a su vez asesina al Sumo Sacerdote porque no lo reconoce como rey legítimo y recto. Mientras tanto, Elías y sus discípulos llegan a Samaría para reclamar las infidelidades del rey de Israel. Jezabel (princesa fenicia) y Acab (príncipe israelita) se comprometen a boda. El jefe de la guardia a su vez empieza a sentir algo por la cuñada de la princesa. El cortejo de servidoras de Jezabel tienen asignada la tarea de engatusar a personajes notables de la corte conquistada.
Semana 2 (Cap6 a 10): Se inicia la construcción del templo a Baal en Samaría (atrocidad tratándose de Israel). Elías condena con una sequía que viene de Dios, y huye a la montaña donde los cuervos lo alimentan, junto con su asistente. Jezabel ordena la matanza de Elías y de sus discípulos e inicia una persecución. La cuñada de Jezabel (Queila, que más adelante cumplirá el rol de la “viuda de Sarepta”) enferma y temen que contagie el palacio entero.
Semana 3 (Cap11 al 15): Protesta popular frente al palacio por el hambre que pasa el pueblo: Rebeca tiene una personalidad explosiva, impulsiva e imprudente. Los dos generales (el fenicio y el israelita) se enfrentan como opuestos. Continúa la búsqueda de Elías, que está junto al torrente. Jezabel asegura que la sequía es culpa de Elías y que pronto harán un ritual a Baal para revertirlo. 
Semana 4 (Cap16 al 20): Apresan a Eliseo para que confiese dónde están escondidos los otros profetas discípulos de Elías, pero una advertencia a tiempo les permite escapar. El mayordomo del palacio, a escondidas, ayuda a los discípulos que están en una caverna. Apresan a la mujer (embarazada) de uno de los profetas para extorsionarlo. Jezabel confronta con otra de las esposas reales (Aisha), que se convertirá en su rival, a pesar de la actitud recatada de la otra.
Semana 5 (Cap21 a 25): Tadeo, el hijo de Nabot (propietario de la viña) desprecia el baile de Jezabel y este desaire le valdrá el odio de la futura reina de Israel, a pesar de que lo atrae fisícamente. Intento de matar a la otra esposa del rey en una repartición de comida. La seductora Dido, sirva de Jezabel, fracasa pero Getulia (otra de las siervas) confiesa que mató obligada y se muestra falsamente arrepentida. El profeta Ezequiel apresado pero liberado por falsa piedad de Jezabel.  
Semana 6 (Cap26 a 30): El escándalo de Dido por el supuesto abuso del general Barzilay, que es destituido pero todo es una trampa. A su vez, el general ayudará a escapar a Queila, la cuñada de Jezabel. El bebé, hijo de Ezequiel, será ofrecido en sacrificio, salvo que entregue al gran profeta Elias, el supuesto culpable de todos los males por la sequía y el hambre que en realidad viene de Dios y él solo es un instrumento.  
Semana 7 (Cap31 a 35): Huida de Queila, cuñada de Jezabel, entre incendios, y se convertirá en la famosa “viuda de Sarepta” (1.º de Reyes 17, 1-24). Traición con el paradero de Elías, que deja el torrente del río. Boda de Jezabel interrumpida por la búsqueda de Elías. Milagro de la harina y el aceite, que no se agotan.
Semana 8 (Cap36 al 40): Siete días de luna de miel del rey Acab con Jezabel: ella lo manipula con seducciones para tener el poder por esos días y ocupar el trono provisoriamente. La liberación de la bebé que se sacrificará a Baal a cambio de Tadeo, el hijo del viñador que le gusta a Jezabel. Redecoración del palacio israelita con ídolos. 
Semana 9 (Cap41 al 45): La obsesión por Tadeo crece. Proximidad de inaugurar el nuevo palacio cerca de la viña de Nabot. A su vez, el hermano de Tadeo está enamorado de su cuñada. Muerte de la bebé para el sacrificio por hambre. Resurrección del hijo de la viuda (1.º de Reyes 17, 17-24). Joana (hija del mayordomo del palacio) reniega de las costumbres israelitas y se muda a un albergue con el guardia fenicio. Repartición de comida en nombre de Baal y Ashera. Destrucción de altares del Dios de Israel. 
Semana 10 (Cap46 al 50): Momento culmine: Sacrificio del Carmelo, en el que baja fuego del cielo y mueren los sacerdotes fenicios. Vuelta de la lluvia y fin de la sequía. Tadeo cae ante las seducciones de Jezabel. Jezabel quiere la cabeza de Elías por la masacre en Carmelo. Furia de Hannah, mujer de Tadeo. Joana se hace prostituta.
Semana 11 (Cap51 al 55): Tadeo, el hijo de Nabot, enamorado de Jezabel a pesar de todo lo que se resistió. Captura de Queila y su hijito Baruc, que es hijo de Hannibal y no del hermano de Jezabel como se pensaba. Pelea de los dos generales (fenicio e israelita) por amor a Queila. Jezabel embarazada, posiblemente de Tadeo y no del rey. Hannibal y la sacerdotisa que sobrevivió al Carmelo tienen un romance. Violación de Raquel, que queda embarazada. 
Semana 12 (Cap56 al 60): Nace el hijo de Raquel tras ser violada. El oficial Barzilay se casa con Queila. Intentan matar a Barzilay. Invasión Siria pone en peligro a la población. Elías en el Horeb recibe instrucciones sobre su sucesor. Eliseo, discípulo de Elías, es elegido como sucesor de su maestro, y deja la hacienda de sus padres para empezar una vida de compromiso con Dios y peregrinaje. 
Semana 13 (61 al 65): Fiesta por el segundo embarazo de Jezabel. Guerra con Siria: ellos pierden y creen que los protege un Dios de las alturas y no de la llanura, y quieren volver a intentar. Vencer al enemigo. Espía sirio en la taberna finge ser un comerciante cualquiera. Tadeo confiesa que besó a Jezabel y su mujer se desmorona. Boda de Raquel con presencia imprevista de la reina Jezabel que va solamente a llamar la atención y generar incomodidad en los invitados, sin embargo no puede evitar emocionarse porque nadie la ama realmente, sino que la desean como a una cosa. Contrasta su boda lujosa en el palacio pero falta de amor con la boda sencilla pero llena de familiares y amigos de Raquel. 
Semana 14 (Cap66 al 70): El profeta Miqueas, marido de Raquel, disfrazado pide un golpe para representar un acto que le deje una enseñanza al rey: un león se come al que se negó a darle el golpe en la cara. Secuestro de la hermana de Joana la prostituta. Victoria sobre Siria y perdón a su rey (perdonar al enemigo será un gran error pues este último aprovechará la ocasión). Caída de murallas de Afec, donde se refugia el rey enemigo. Pedido de comprar la viña, negada: Jezabel la tomará mediante un engaño de un ayuno violado. El hijo de Jezabel es de Tadeo. 
Semana 15 (Cap71 al 75): Muerte del rey Acab de Israel, esposo de Jezabel. Rapto de la hija del mayordomo Obadías. Muerte de Phinias el tabernero y huida de Joana. Joana escondia en el templo tras asesinar a Phinias. Crecen los hijos de Jezabel. Batalla contra los Sirios. Miqueas predice fracaso y recibe una bofetada. 
Semana 16 (Cap76 al 80): Muerte de Getulia. Muerte de la sacerdotisa de Baal. Joana y su padre se reencuentran y ella quiere cambiar de vida y no ser más prostituta. Matar a Queila. Hannibal y Jezabel tensos. Miqueas no quiere ungir a Ocozías como rey, hijo de Jezabel. 
Semana 17 (Cap81 al 84): Elías arrebatado al cielo. Queila devela que Hannibal es el padre de su hijo. Hannibal muere. Los 50 enviados mueren por fuego del cielo. Muerte de Ocozías porque cae de una ventana. Muerte de Jezabel porque dos siervos la arrojan al vacío. Corrupción de Guejazí, el siervo de Eliseo. Retorno de Tamira, la hija secuestrada del mayordomo del palacio: ella fue la que salvó a Nahaman de la lepra. Jehú ungido como sucesor de la casa de Acab. FIN DE LA NOVELA: enlace con escenas de la novela “El Rico y Lázaro”, referidas a Jeremías y las advertencias al pueblo del peligro de la idolatría. 

Especial "Jezabel y el desafío de Elías": El canal UNIFE de Argentina emitió un especial de tres episodios de dos horas en donde se redujeron los relatos y romances secundarios para concentrar la atención en la relación entre Jezabel y su rival Elías, sobre todo en lo referido al Desafío del monte Carmelo, en el que baja fuego del cielo por parte de Dios y mueren los 400 sacerdotes de Baal.